# Calle 28 (línea Broadway)
La Calle 28 es una estación en la línea Broadway del Metro de Nueva York de la B del Brooklyn–Manhattan Transit Corporation. La estación se encuentra localizada en Flatiron District y Midtown Manhattan, Manhattan entre la Calle 28 y Broadway. La estación es servida en varios horarios por los trenes del Servicio ,  y .